# 春一番!日本一のアニメ祭り
春一番! 日本一のアニメ祭り（はるいちばん!"にっぽんいちのあにめまつり）とは、テレビ朝日が朝日放送の制作協力の下製作したアニメ番組の共同スペシャル番組宣伝番組である。この記事においては、前身番組は『春だ一番! 日本一のアニメ祭り』（はるだいちばん!"にっぽんいちのあにめまつり）。

## 概要
テレビ朝日系列（当番組放映時点でのフルネット局のみ）で1991年から1993年にかけての3月に放送された番組。テレビ朝日と朝日放送制作のアニメから選ばれた。名古屋テレビ制作のアニメは登場せず、またテレビ朝日制作作品でも一部の作品は登場しなかった。一方『ドラえもん』では、公開間近の劇場版（同時上映作も含む）の情報も放送した。
番組タイトルについて
3年とも微妙に違う番組タイトル（「だ」の有無、「!」の位置）で放送されていた。
1991年『春だ一番! 日本一のアニメ祭り』
1992年『春一番! 日本一のアニメ祭り』
1993年『春一番 日本一のアニメ祭り!』

## 1991年 春だ一番! 日本一のアニメ祭り
1991年3月6日に『水曜スーパーキャスト』（水曜19:30 - 20:54）で放送。

### 登場アニメ
- ドラえもん
  - ドラえもん のび太のドラビアンナイト
- チンプイ
- 魔法使いサリー（第2作）
- きんぎょ注意報!
- おぼっちゃまくん
- まじかる☆タルるートくん
- ハーイあっこです

新番組開始予告が放送された番組　
『21エモン』

### 内容
- ドラえもん傑作選
- マール星人紹介
- サリーとカブの守護星座エピソード
- 「新・田舎ノ中学校」誕生の経緯
- 茶魔語ベストテン
- タルるートの魔法アイテム

### スタッフ
- プロデューサー：武市憲二
- 演出・構成：あだちやすもり
- 制作協力：エイケン・シンエイ動画・東映動画、ASATSU、講談社・集英社・小学館、ABC
- 制作：テレビ朝日、武市プロダクション

### キャスト
- ドラえもん - 大山のぶ代
- のび太 - 小原乃梨子
- ドラミ - よこざわけい子
- チンプイ - 堀絢子
- 春日エリ - 林原めぐみ
- 夢野サリー - 山本百合子
- カブ - 本多知恵子
- ポロン - 西原久美子
- わぴこ - かないみか
- ぎょぴ - 松島みのり
- 藤ノ宮千歳 - 高田由美
- 御坊茶魔 - 神代知衣
- タルるート - TARAKO
- 坂本あつこ - 小宮和枝

#### VTRのみ出演
- ワンダユウ - 八奈見乗児
- ダブダブ - 頓宮恭子
- セツコ - 瀬能礼子

## 1992年 春一番! 日本一のアニメ祭り
1992年3月4日に『水曜特バン!』（水曜19:30 - 20:54）で放送。内容はワイドショー仕立てとなった（唯一野外で行わず）。 

### 登場アニメ
- ドラえもん
  - ドラえもん のび太と雲の王国
  - トキメキソーラーくるまによん
- 21エモン
  - 21エモン 宇宙いけ!裸足のプリンセス
- ハーイあっこです
- おぼっちゃまくん
- まじかる☆タルるートくん
- 美少女戦士セーラームーン[3]

新番組開始予告が放送された番組
『クッキングパパ』『スーパービックリマン』『クレヨンしんちゃん』

### 内容
- 「つづれ屋」に宿泊したVIPたち
- 坂本家騒動記
- 茶魔と貧保家の生活
- ファッションショー[4]
- 『セーラームーン』第1話プレビュー

### スタッフ
- ナレーター：安宅誠
- プロデューサー：岡田亮（テレビ朝日）、武市憲二
- 演出・構成：あだちやすもり
- 構成：坂内宏
- 制作協力：エイケン・シンエイ動画・東映動画、ASATSU、講談社・集英社・小学館・中央公論社、ABC
- 制作：テレビ朝日、武市プロダクション

### キャスト
- ドラえもん  - 大山のぶ代
- のび太  - 小原乃梨子
- うさぎ[5] - 三石琴乃
- 21エモン - 佐々木望
- モンガー - 大谷育江
- 御坊茶魔 - 神代知衣
- 御坊亀光 - 銀河万丈
- 貧保耐三 - 松本梨香
- タルるート - TARAKO
- 坂本あつこ - 小宮和枝
- 坂本タロー - 坂本千夏
- 坂本ハナコ - こおろぎさとみ

## 1993年 春一番 日本一のアニメ祭り!
1993年3月3日に『水曜特バン!』（水曜19:30 - 20:54）で放送。全キャラが花見客として登場し、番組冒頭には各キャラクターが自分の番組の内容を発表した。

### 登場アニメ
- ドラえもん
  - ドラえもん のび太とブリキの迷宮
  - ドラミちゃん ハロー恐竜キッズ!!
  - 太陽は友だち がんばれ!ソラえもん号
- クレヨンしんちゃん
- 美少女戦士セーラームーンR[3]
- スーパービックリマン
- 南国少年パプワくん
- クッキングパパ

新番組開始予告が放送された番組
『GS美神』

### 内容
- しんのすけの危ない行動
- セーラー戦士の決め台詞と『R』第1話プレビュー
- 「ガンマ団」の刺客たち
- 一味の今夜のうまかもん
- サイバーアップ

### スタッフ
- ナレーター：安宅誠
- 企画：伊駒政実
- プロデューサー：武市憲二
- 演出・構成：あだちやすもり
- 構成：加藤宗博
- 制作協力：エイケン・シンエイ動画・東映動画・日本アニメーション、ASATSU、エニックス・講談社・小学館・双葉社、ABC
- 制作：テレビ朝日、テレビハウス

### キャスト
- ドラえもん - 大山のぶ代
- のび太 - 小原乃梨子
- ドラミ - よこざわけい子
- うさぎ - 荒木香恵[6]
- ルナ - 潘恵子
- しんのすけ - 矢島晶子
- みさえ - ならはしみき
- フェニックス - 草尾毅
- パプワ - 田中真弓
- チャッピー - 増岡弘
- 荒岩一味 - 玄田哲章
- 美神令子 - 鶴ひろみ[7]

## その他のテレビ朝日系アニメのコラボ企画
- 2003年に、『クレヨンしんちゃん』・『あたしンち』・『釣りバカ日誌』のコラボ番組を放送した。また、10年ぶりとなるキャラクター同士の共演が果たされた。その後『クレヨンしんちゃん』・『あたしンち』・『ボボボーボ・ボーボボ』のコラボ番組や、『クレヨンしんちゃん』・『あたしンち』のコラボ番組も放送された。
- 『美少女戦士セーラームーンS』と『クレヨンしんちゃん』の間で、プロデューサー同士の話し合いで、それぞれの類似キャラクターをそれぞれの番組に出した。
- 夏休みスペシャルとして、『ドラえもん』と『クレヨンしんちゃん』の合体スペシャルが放送されたことがある。
- 藤子不二雄アニメに関しては、『怪物くん』放映開始時や映画『21エモン』公開時の特番で、『ドラえもん』と競演する特番『春休みマンガ祭り』または『夏休みマンガ祭り』が製作されている（その後身が当番組）。
- また1982年春には、期首特番『オールスター番組対抗ボウリング大会』に『ドラえもん』・『怪物くん』・『忍者ハットリくん』の声優（加えて原作者の藤子・F・不二雄と藤子不二雄A）が出場するにあたり、番組冒頭、ドラえもん・怪物くん・ハットリカンゾウがボウリングをするアニメが放送された